# Peusing
Peusing is een bestuurslaag in het regentschap Kuningan van de provincie West-Java, Indonesië. Peusing telt 2756 inwoners (volkstelling 2010).